# Індіана Пейсерз
«Індіа́на Пе́йсерз» (англ. Indiana Pacers) — професійна баскетбольна команда, заснована у 1967, розташована в місті Індіанаполіс в штаті Індіана. Команда є членом Центрального дивізіону Східної конференції Національної баскетбольної асоціації.
Домашнім полем для «Пейсерс» є Бенкерс Лайф-філдхаус.

## Статистика
В = Виграші, П = Програші, П% = Процент виграних матчів
| Сезон                 | В    | П    | П%   | Плейоф                                                                                                  | Результати                                                                                    |
| --------------------- | ---- | ---- | ---- | --- | --------------------------------------------------------------------------------------------- |
| Індіана Пейсерс (АБА) |      |      |      | |                                                                                               |
| 1967-68               | 38   | 40   | .487 | Програли в півфіналі дивізіону                                                                          | Піттсбург 3, Індіана 0                                                                        |
| 1968-69               | 44   | 34   | .564 | Виграли в півфіналі дивізіону Виграли в фіналі дивізіону Програли в АБА Фінали                          | Індіана 4, Кентуккі 3 Індіана 4, Маямі 1 Окланд 4, Індіана 1                                  |
| 1969—70               | 59   | 25   | .702 | Виграли в півфіналі дивізіону Виграли в фіналі дивізіону Виграли в АБА Фінали                           | Індіана 4, Кароліна 0 Індіана 4, Кентуккі 1 Індіана 4, Лос-Анджелес 2                         |
| 1970—71               | 58   | 26   | .690 | Виграли в півфіналі дивізіону Програли в фіналі дивізіону                                               | Індіана 4, Мемфіс 0 Юта 4, Індіана 3                                                          |
| 1971—72               | 47   | 37   | .560 | Виграли в півфіналі дивізіону Виграли в фіналі дивізіону Виграли в АБА Фінали                           | Індіана 4, Денвер 3 Індіана 4, Юта 3 Індіана 4, Нью-Йорк 2                                    |
| 1972—73               | 51   | 33   | .607 | Виграли в півфіналі дивізіону Виграли в фіналі дивізіону Виграли в АБА Фінали                           | Індіана 4, Денвер 1 Індіана 4, Юта 2 Індіана 4, Кентуккі 3                                    |
| 1973—74               | 46   | 38   | .548 | Виграли в півфіналі дивізіону Програли в фіналі дивізіону                                               | Індіана 4, Сан-Антоніо 3 Юта 4, Індіана 3                                                     |
| 1974—75               | 45   | 39   | .536 | Виграли в півфіналі дивізіону Виграли в фіналі дивізіону Програли в АБА Фінали                          | Індіана 4, Сан-Антоніо 2 Індіана 4, Денвер 3 Кентуккі 4, Індіана 1                            |
| 1975—76               | 39   | 45   | .464 | Програли в півфіналі дивізіону                                                                          | Кентуккі 2, Індіана 1                                                                         |
| Індіана Пейсерс (НБА) |      |      |      | |                                                                                               |
| 1976—77               | 36   | 46   | .439 | |                                                                                               |
| 1977—78               | 31   | 51   | .378 | |                                                                                               |
| 1978—79               | 38   | 44   | .463 | |                                                                                               |
| 1979—80               | 37   | 45   | .451 | |                                                                                               |
| 1980—81               | 44   | 38   | .537 | Програли в першому раунді                                                                               | Філадельфія 2, Індіана 0                                                                      |
| 1981—82               | 35   | 47   | .427 | |                                                                                               |
| 1982—83               | 20   | 62   | .244 | |                                                                                               |
| 1983—84               | 26   | 56   | .317 | |                                                                                               |
| 1984—85               | 22   | 60   | .268 | |                                                                                               |
| 1985—86               | 26   | 56   | .317 | |                                                                                               |
| 1986—87               | 41   | 41   | .500 | Програли в першому раунді                                                                               | Атланта 3, Індіана 1                                                                          |
| 1987—88               | 38   | 44   | .463 | |                                                                                               |
| 1988—89               | 28   | 54   | .341 | |                                                                                               |
| 1989—90               | 42   | 40   | .683 | Програли в першому раунді                                                                               | Детройт 3, Індіана 0                                                                          |
| 1990—91               | 41   | 41   | .500 | Програли в першому раунді                                                                               | Бостон 3, Індіана 2                                                                           |
| 1991—92               | 40   | 42   | .488 | Програли в першому раунді                                                                               | Бостон 3, Індіана 0                                                                           |
| 1992—93               | 41   | 41   | .500 | Програли в першому раунді                                                                               | Нью-Йорк 3, Індіана 1                                                                         |
| 1993—94               | 47   | 35   | .573 | Виграли в першому раунді Виграли в півфіналі конференції Програли в фіналі конференції                  | Індіана 3, Орландо 0 Індіана 4, Атланта 2 Нью-Йорк 4, Індіана 3                               |
| 1994—95               | 52   | 30   | .634 | Виграли в першому раунді Виграли в півфіналі конференції Програли в фіналі конференції                  | Індіана 3, Атланта 0 Індіана 4, Нью-Йорк 3 Орландо 4, Індіана 3                               |
| 1995—96               | 52   | 30   | .634 | Програли в першому раунді                                                                               | Атланта 3, Індіана 2                                                                          |
| 1996—97               | 39   | 43   | .476 | |                                                                                               |
| 1997—98               | 58   | 24   | .707 | Виграли в першому раунді Виграли в півфіналі конференції Програли в фіналі конференції                  | Індіана 3, Клівленд 1 Індіана 4, Нью-Йорк 1 Чикаго 4, Індіана 3                               |
| 1998—99               | 33   | 17   | .660 | Виграли в першому раунді Виграли в півфіналі конференції Програли в фіналі конференції                  | Індіана 3, Мілвокі 0 Індіана 4, Філадельфія 0 Нью-Йорк 4, Індіана 2                           |
| 1999—00               | 56   | 26   | .683 | Виграли в першому раунді Виграли в півфіналі конференції Виграли в фіналі конференції Програли в фіналі | Індіана 3, Мілвокі 2 Індіана 4, Філадельфія 2 Індіана 4, Нью-Йорк 2 Лос-Анджелес 4, Індіана 2 |
| 2000—01               | 41   | 41   | .500 | Програли в першому раунді                                                                               | Філадельфія 3, Індіана 1                                                                      |
| 2001—02               | 42   | 40   | .512 | Програли в першому раунді                                                                               | Нью-Джерсі 3, Індіана 2                                                                       |
| 2002—03               | 48   | 34   | .585 | Програли в першому раунді                                                                               | Бостон 4, Індіана 2                                                                           |
| 2003—04               | 61   | 21   | .744 | Виграли в першому раунді Виграли в півфіналі конференції Програли в фіналі конференції                  | Індіана 4, Бостон 0 Індіана 4, Маямі 2 Детройт 4, Індіана 2                                   |
| 2004—05               | 44   | 38   | .537 | Виграли в першому раунді Програли в півфіналі конференції                                               | Індіана 4, Бостон 3 Детройт 4, Індіана 2                                                      |
| 2005—06               | 41   | 41   | .500 | Програли в першому раунді                                                                               | Нью-Джерсі 4, Індіана 2                                                                       |
| 2006—07               | 35   | 47   | .427 | |                                                                                               |
| 2007—08               | 36   | 46   | .439 | |                                                                                               |
| 2008—09               | 36   | 46   | .439 | |                                                                                               |
| 2009—10               | 32   | 50   | .390 | |                                                                                               |
| 2010—11               | 37   | 45   | .451 | Програли в першому раунді                                                                               | Чикаго 4, Індіана 1                                                                           |
| 2011—12               | 42   | 24   | .636 | Виграли в першому раунді Програли в півфіналі конференції                                               | Індіана 4, Орландо 1 Маямі 4, Індіана 2                                                       |
| Сума                  | 1845 | 1803 | .506 | |                                                                                               |
| Плейоф                | 150  | 130  | .536 | |                                                                                               |

## Закріплені номера
- 30 Джордж Макґінніс, Ф, 1971—75 и 1980—82
- 31 Реджі Міллер, З, 1987—2005
- 34 Мел Даніелс, Ц, 1968—74
- 35 Роджер Браун, Ф, 1967—74
- 529 Боббі «Слік» Леонард, головний тренер, 1968—80 (номер — число виграних за кар'єру матчів)